# Tipula (Lunatipula) pallidithorax
Tipula (Lunatipula) pallidithorax is een tweevleugelige uit de familie langpootmuggen (Tipulidae). De soort komt voor in het Palearctisch gebied.